# IL-2 Sturmovik: 1946
IL-2 Sturmovik: 1946 (también llamado IL-2: 1946, para abreviar) es el título de la recopilación total de expansiones del simulador de vuelo de combate IL-2 Sturmovik. La recopilación retoma el título de la última expansión del juego y ambos fueron lanzados simultáneamente al mercado el 8 de diciembre de 2006. El juego mismo, IL-2 Sturmovik, había sido lanzado al mercado cinco años antes, en noviembre de 2001.
Al igual que el juego original de 2001, IL-2 Sturmovik: 1946 está ambientado en la Segunda Guerra Mundial y fue desarrollado por la empresa rusa Maddox Games y distribuido por Ubisoft.

## Expansión: contenido y lanzamiento al mercado
La expansión 1946 fue lanzada el 8 de diciembre de 2006 como contenido descargable únicamente al igual que otras dos expansiones: Sturmoviks over Manchuria (de lanzamiento simultáneo con IL-2 Sturmovik: 1946, ) y Pe-2 (lanzado ya anteriormente en mayo de 2006). La expansión 1946 está ambientada en un año 1946 ucrónico y ficticio en el que la Segunda Guerra Mundial continúa y en el que es posible pilotar máquinas voladoras que en realidad nunca sobrepasaron la fase de diseño, como por ejemplo el Heinkel Lerche o el Focke-Wulf Ta 183.

## Recopilación: contenido y lanzamiento al mercado
La recopilación IL-2 Sturmovik: 1946 se presenta bajo la forma de un doble DVD en el que uno de los DVD permite instalar el juego en versión 4.07, en la actualidad legalmente descargable en línea. Los bonus del segundo DVD incluyen vídeos y demostraciones del que todavía en 2006 iba a ser el siguiente simulador de vuelo de Maddox Games, Storm of War: The Battle of Britain, pero este fue finalmente comercializado en 2011 y con otro título: IL-2 Sturmovik: Cliffs of Dover. Con el tiempo, y debido a la recopilación de 2006, el título IL-2 Sturmovik: 1946 ha acabado por ser utilizado para referirse a toda la primera generación de simuladores IL-2. Cliffs of Dover constituye la segunda generación.
Ubisoft distribuyó el doble DVD a los comercios de Europa y de Australia el 8 de diciembre de 2006, simultáneamente con las expansiones descargables Sturmoviks over Manchuria y 1946. Ubisoft empezó la distribución del estuche en Norteamérica a partir del 13 de marzo de 2007.

## Crítica
El juego fue recibido positivivamente en el momento de su lanzamiento. El agregador de reseñas Metacritic le dio a IL-2 Sturmovik: 1946 una puntuación de 86 sobre 100, mientras que otro agregador de reseñas, GameRankings, le dio un 85,38%.